# Speedway-Team-Weltmeisterschaft
Die Speedway-Team-Weltmeisterschaften werden seit 1960 von der Fédération Internationale de Motocyclisme (FIM) ausgetragen. Von 2001 bis 2018 heißt die Weltmeisterschaft Speedway World Cup, vorher hieß sie Speedway World Team Cup, von 2018 bis 2022 lautete der Name Speedway of Nations. Im Jahre 2023 kehrte man zu dem Namen Speedway World Cup zurück.

## Modus bis 2011
Die Speedway-Team-Weltmeisterschaft (Speedway World Cup) wird in mehreren Veranstaltungen innerhalb einer Woche ausgetragen. Insgesamt werden vier Veranstaltungen an drei Orten durchgeführt um den Team-Weltmeister zu ermitteln. Hinzu kommen noch die beiden Qualifikationsläufe, die vorher durchgeführt werden. An jeder Veranstaltung nehmen vier Nationalmannschaften mit jeweils fünf Fahrern teil. Sechs Mannschaften sind bereits für die beiden Halbfinals, die sogenannten Events qualifiziert. Die beiden Sieger der Qualifikationsläufe kommen ebenfalls ins Halbfinale. Der Sieger eines Halbfinals zieht direkt ins Finale ein. Die Zweit- und Drittplatzierten können über den Hoffnungslauf (Race-Off) noch das Finale erreichen, wenn sie dort den ersten oder zweiten Platz belegen.

## Änderungen 2012
Seit 2012 bestehen die Teams nur noch aus je vier Fahrern. Der Gastgeber des Finales ist automatisch für dieses qualifiziert, wodurch die Teilnahme am Finale auf die jeweiligen Sieger der Halbfinals sowie des Race-Offs beschränkt ist. Die Mannschaften bestehen nicht mehr aus fünf Fahrern und einem Ersatzfahrer, sondern noch aus vier Fahrern ohne Ersatz. Weiterhin wurden der Ablauf von 25 auf 20 Heats verkürzt.

## Änderungen 2018
Seit 2018 finden die Weltmeisterschaften unter dem Namen Speedway of Nations statt. Die Nationalmannschaften treten paarweise gegeneinander an, die Sieger erhalten jedoch den Titel eines Mannschaftsweltmeisters.

## Team-Weltmeister im Speedway
| 1960                        | Schweden               |
| 1961                        | Polen                  |
| 1962                        | Schweden               |
| 1963                        | Schweden               |
| 1964                        | Schweden               |
| 1965                        | Polen                  |
| 1966                        | Polen                  |
| 1967                        | Schweden               |
| 1968                        | Vereinigtes Königreich |
| 1969                        | Polen                  |
| 1970                        | Schweden               |
| 1971                        | Vereinigtes Königreich |
| 1972                        | Vereinigtes Königreich |
| 1973                        | Vereinigtes Königreich |
| 1974                        | Vereinigtes Königreich |
| 1975                        | Vereinigtes Königreich |
| 1976                        | Australien             |
| 1977                        | Vereinigtes Königreich |
| 1978                        | Dänemark               |
| 1979                        | Neuseeland             |
| 1980                        | Vereinigtes Königreich |
| 1981                        | Dänemark               |
| 1982                        | Vereinigte Staaten     |
| 1983                        | Dänemark               |
| 1984                        | Dänemark               |
| 1985                        | Dänemark               |
| 1986                        | Dänemark               |
| 1987                        | Dänemark               |
| 1988                        | Dänemark               |
| 1989                        | Vereinigtes Königreich |
| 1990                        | Vereinigte Staaten     |
| 1991                        | Dänemark               |
| 1992                        | Vereinigte Staaten     |
| 1993                        | Vereinigte Staaten     |
| 1994                        | Schweden               |
| 1995                        | Dänemark               |
| 1996                        | Polen                  |
| 1997                        | Dänemark               |
| 1998                        | Vereinigte Staaten     |
| 1999                        | Australien             |
| 2000                        | Schweden               |
| ab 2001 Weltcup             |                        |
| 2001                        | Australien             |
| 2002                        | Australien             |
| 2003                        | Schweden               |
| 2004                        | Schweden               |
| 2005                        | Polen                  |
| 2006                        | Dänemark               |
| 2007                        | Polen                  |
| 2008                        | Dänemark               |
| 2009                        | Polen                  |
| 2010                        | Polen                  |
| 2011                        | Polen                  |
| 2012                        | Dänemark               |
| 2013                        | Polen                  |
| 2014                        | Dänemark               |
| 2015                        | Schweden               |
| 2016                        | Polen                  |
| 2017                        | Polen                  |
| ab 2018 Speedway of Nations |                        |
| 2018                        | Russland               |
| 2019                        | Russland               |
| 2020                        | Russland               |
| 2021                        | Vereinigtes Königreich |
| 2022                        | Australien             |
| 2023                        | Polen                  |